# 7461 Kachmokiam
7461 Kachmokiam è un asteroide della fascia principale. Scoperto nel 1984, presenta un'orbita caratterizzata da un semiasse maggiore pari a 3,2124115 UA e da un'eccentricità di 0,1668675, inclinata di 0,08759° rispetto all'eclittica.